# Cuceglio
Cuceglio – miejscowość i gmina we Włoszech, w regionie Piemont, w prowincji Turyn.
Według danych na rok 2004 gminę zamieszkiwało 925 osób, 154,2 os./km².